# Content Scramble System
Content Scramble System（またはContent Scrambling System、公式ページにも両方の表記が混在している）とは、松下電器産業（当時）などが開発したDVD-Videoのコピーガードである。マクロビジョンなどとあわせて使われている。40ビット長の暗号キーにより暗号化される。
1996年にコピー防止のために取り入れられたが、リアルネットワークスの子会社によるDVD-Video再生ソフトに解除キーが暗号化されないままで埋め込まれていたことがきっかけとなり、1999年当時16歳だったノルウェーの少年ヨン・レック・ヨハンセンによりDeCSSが開発（作者は提訴されたが、その後の裁判で完全無罪になっている）され、Linux での DVD再生が可能となった。
現状ではリッピング（コピー）ソフト（例：AnyDVDなど）がインターネットやパソコンショップに広く出回っており、抑止力は期待できない。
CSSはコピーコントロール技術ではなくアクセスコントロール技術であるとして（アクセスコントロール技術は不正競争防止法の管轄であり回避策の頒布は違法であるが使用は合法である）、日本においては私的複製でのDVDバックアップは、著作権法の解釈から合法との見解もあった。そのため、2012年6月20日に、DVDなどに用いられる「CSS」などの暗号型技術を、著作権法上の対象となる「技術的保護手段」に追加するDVDのリッピングの違法化を盛り込んだ著作権改正法案が可決されている。これに伴い、CSS等の保護技術を回避してのDVDのリッピングは私的複製の対象外となり違法行為となる（ただし、CSS等の保護技術が使われていないDVDのリッピングについては、改正後も従来と変わりはない）。CSSを回避するプログラム・装置を提供することについても規制され、刑罰の対象となる。
また今後模倣品・海賊版拡散防止条約（ACTA）締結によりアメリカ合衆国のデジタルミレニアム著作権法（DMCA）に相当する規制が行われる可能性もある。
DVD-Audioでは、別の技術（CPPMなど）が使われている。
現在は、DVD Copy Control Association がライセンスを行っている。